# Guy Carcassonne
Pour les articles homonymes, voir Carcassonne (homonymie).
Guy Carcassonne, né le 14 mai 1951 à Paris et mort le 27 mai 2013 à Saint-Pétersbourg en Russie, est un juriste français spécialiste du droit constitutionnel. Il a été professeur des universités en droit public à l’université Paris-Nanterre.

## Biographie

### Jeunesse et études
Guy Carcassonne est descendant de la communauté des Juifs du pape. Son père est déporté au camp de Drancy sous le régime de Vichy et est sauvé par sa mère. Il meurt quand Guy Carcassonne a sept ans.
Il effectue ses études supérieures à l'université Paris-Nanterre. Il y obtient une licence de droit en 1971, puis les diplômes d'études supérieures en droit public en 1972 et en science politique en 1973.
Il obtient un doctorat d'État en droit en 1979 avec une thèse sur la transition démocratique en Espagne, à l'université Paris-Nanterre. Il réussit l'agrégation de droit public en 1983, avec le rang de major.
Il meurt à 62 ans d'une hémorragie cérébrale lors d'un voyage à Saint-Pétersbourg en Russie,.
Deux filles sont issues de son mariage avec Francisca Sol Puig, Marie et Nuria. Divorcé, il épouse l'auteure de bande dessinée Claire Bretécher en 1983. Ils ont un fils, Martin, en 1984.

### Parcours professionnel
Il est nommé assistant, puis maître-assistant à l'université Paris-Nanterre. La première matière qu'il enseigne est le cours de libertés publiques de 1979 à 1981. Une fois reçu à l'agrégation, il est nommé professeur des universités de droit public à l'université de Reims.
Il rejoint à nouveau l'université de Nanterre en 1988 et y effectue le restant de sa carrière, jusqu'à sa mort. Il refuse les propositions de postes à l'université Paris I Panthéon-Sorbonne et de l'Institut d'études politiques de Paris. Il donne toutefois des cours dans cette dernière école,.
Il est membre du cabinet de Michel Rocard lorsque celui-ci est Premier ministre, comme conseiller aux relations avec le Parlement.
En juillet 2007, il est nommé au Comité de réflexion sur la modernisation et le rééquilibrage des institutions, mis en place par le président de la République Nicolas Sarkozy.
En 2011, il a été « missionné » par les 24 élus du Conseil national de Monaco pour donner son avis d’expert sur la future loi d’organisation du parlement monégasque.

## Apports
Il est dans la succession de son maître et ami, le doyen Georges Vedel, « unificateur » du droit public en France, l’un des plus grands constitutionnalistes français. Il est également impliqué en tant qu'intellectuel dans l’ensemble des débats publics contemporains, notamment à travers une chronique pour Le Point et de nombreuses tribunes dans Le Monde.
Sa réflexion porte notamment sur l’idée républicaine, une éventuelle Sixième République, le quinquennat, l’élection du président de la République, et l’histoire des institutions. Il s’est prêté en 1996 au difficile exercice du commentaire constitutionnel avec son ouvrage La Constitution.
Contrairement à son collègue de l’IEP de Paris Olivier Duhamel, qui considère la Ve République comme viciée à la base et s’est rallié à l’idée de la création d’une VIe par révision constitutionnelle, Carcassonne défend la constitution de 1958 et considère qu’elle est suffisamment souple pour permettre toute évolution du système politique. Il est particulièrement hostile au cumul des mandats qu’il considère comme l’un des éléments majeurs du déclin du Parlement.
Son expertise a été requise par le gouvernement de Lionel Jospin et par le Mouvement des entreprises de France (Medef) sur des sujets délicats, comme le comité d’éthique entrepreneuriale, la constitution afghane ou le statut pénal du chef de l’État, ou encore, l'inversion du calendrier électoral en 2002.

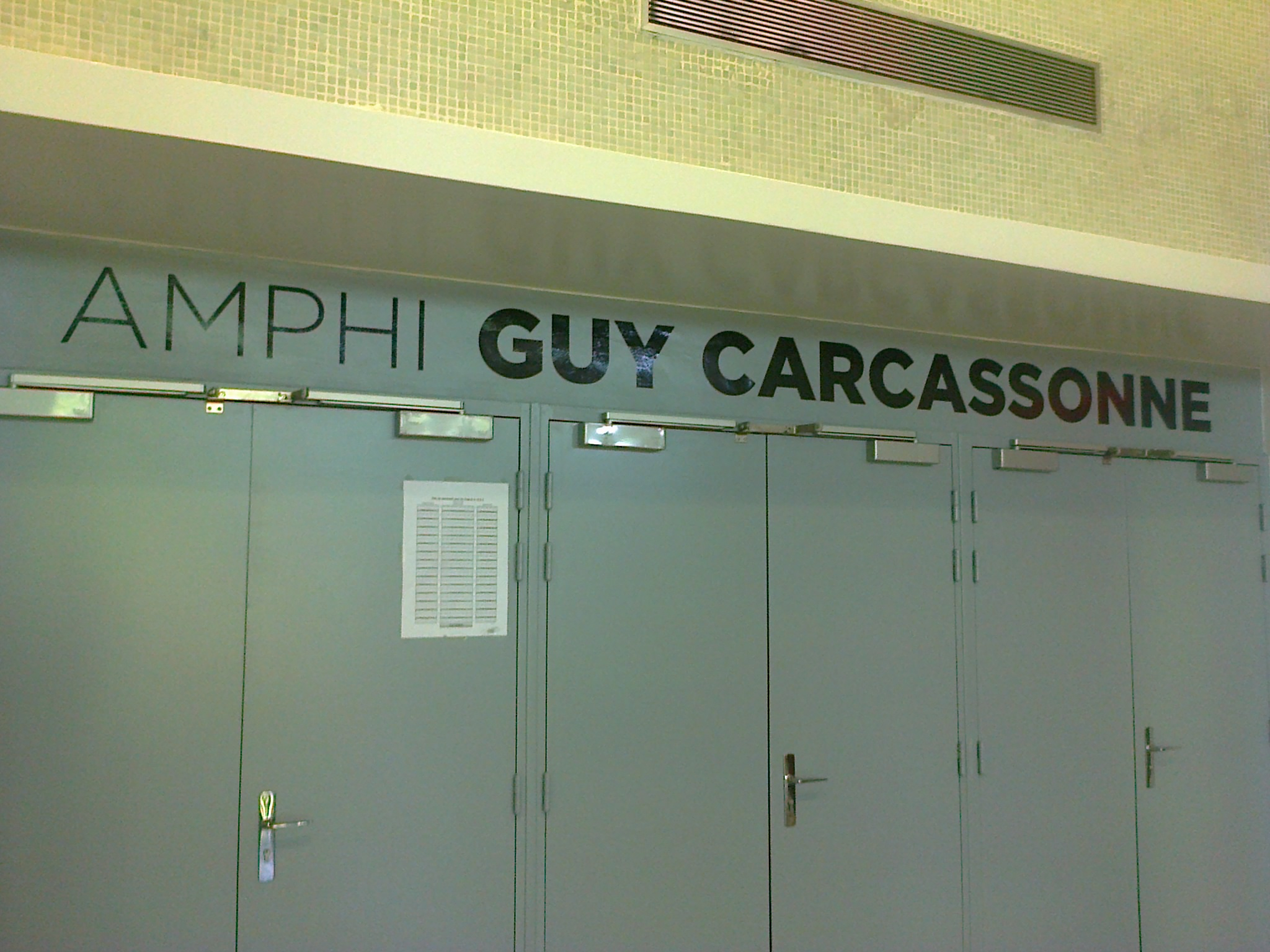
Entrée de l'« amphi A » du « bâtiment F » de l'université de Nanterre, rebaptisé « Amphi Guy Carcassonne ».

Il s'engage en 2005 en faveur du « oui » lors du référendum sur le traité établissant une constitution pour l'Europe.
Il est membre du Club des juristes, du comité directeur de l’Institut Montaigne et du comité de rédaction de la revue Pouvoirs.
Il est l'un des spécialistes les plus critiques à l'égard de l'inflation législative et dénonce notamment le fait que « tout sujet du 20 heures fabrique une loi ». Il critique également un nombre d'interdictions croissant dans la législation française.
Son enseignement porte notamment sur la question prioritaire de constitutionnalité et la revalorisation du Parlement.

## Hommages et distinctions
Un amphithéâtre de l'université Paris-Nanterre au sein de l'UFR « droit et sciences politiques » a été rebaptisé et porte désormais le nom de « Guy Carcassonne ». Il est inauguré par la garde des Sceaux Christiane Taubira le 4 juin 2014.
Le prix « Guy Carcassonne » est délivré chaque année en son honneur.

### Autres
Il fait une apparition en tant que figurant dans le film Le Plus Beau Métier du monde (1996) lors de la scène de l'anniversaire.

## Publications

### Ouvrages
- La Constitution  (préf. Georges Vedel), Paris, Seuil, coll. « Points / Essais. Textes politiques » (no 319), 2011, 10e éd., 461 p. (ISBN 978-2-7578-2141-1 et 2-7578-2141-5, OCLC 708395204, BNF 42359119, présentation en ligne)
- Jean-Jacques Chevallier, Guy Carcassonne et Olivier Duhamel, Histoire de la Ve République : 1958 - 2012, Paris, Dalloz, coll. « Classic », 2012, 14e éd., 659 p. (ISBN 978-2-247-12042-0, présentation en ligne)

### Rapport officiel
- « Étude sur la compatibilité entre la Charte européenne des langues régionales ou minoritaires et la Constitution[15] », rapport au Premier ministre, 1998

### Articles
- « Cour de Justice de la République : renoncer au salmigondis à la française » , La Semaine juridique édition générale, n° 14, 2 avril 2012 p 646.8
- « Libertés : une évolution paradoxale », Pouvoirs, no 130,‎ 2009, p. 5-15 (DOI 10.3917/pouv.130.0005)
- « Le pari démocratique », Le Débat, no 88,‎ 1996, p. 57-62 (ISSN 0246-2346, DOI 10.3917/deba.088.0057)
- « Le Parlement et la QPC », Pouvoirs, no 137,‎ 2011, p. 73-81 (DOI 10.3917/pouv.137.0073)
- « Penser la loi », Pouvoirs, no 114,‎ 2005, p. 39-52 (DOI 10.3917/pouv.114.0039)
- « La société avant l'État », Le Débat, no 106,‎ 1999, p. 160-163 (ISSN 0246-2346, DOI 10.3917/deba.106.0160)
- « Le trouble de la transparence », Pouvoirs, no 97,‎ 2001, p. 17-23 (DOI 10.3917/pouv.097.0017)
- « Les rapports du président français et du premier ministre », Revue française d'administration publique, no 83,‎ juillet-septembre 1997, p. 397–409 (ISSN 0152-7401 et 1965-0620)
- « Surprises, surprises… Les révisions de la Constitution », RDP, no 5-6, numéro spécial 1998, p. 1485-1497

### Préfaces
- René Dosière, L'Argent caché de l'Élysée, Paris, Seuil, 2007, 176 p. (ISBN 978-2-02-090857-3, OCLC 421672518, BNF 40982984)
- Christophe de Nantois, Le Député : une étude comparative, France, Royaume-Uni, Allemagne, LGDJ, 2010, 650 p.  (ISBN 978-2275036106)
- Murielle Mauguin Helgeson, L'Élaboration parlementaire de la loi – Étude comparative (Allemagne, France, Royaume-Uni), Dalloz, 2006, 578 p.  (ISBN 978-2247066551)